# Maria Anna de Portugal (gran duquessa de Luxemburg)
Maria Anna de Portugal, gran duquessa de Luxemburg (Bronnbach 1861 - Nova York 1942). Infanta de Portugal de la branca miquelista amb el tractament d'altesa reial que es maridà amb el gran duc Guillem IV de Luxemburg l'any 1883.
Nascuda al Castell-Monestir de Bronnbach situat a l'actual land de Baden-Württemberg i propietat de la família principesa dels Löwenstein-Wertheim-Rosenberg, el dia 13 de juliol de 1861. Filla del rei Miquel I de Portugal i de la princesa Adelaida de Löwenstein-Wertheim-Rosenberg, era neta per línia paterna del rei Joan VI de Portugal i de la infanta Carlota Joaquima d'Espanya i per línia materna del príncep Constantí de Löwenstein-Wertheim-Rosenberg i per la princesa Agnès de Hohenlohe-Langenburg.

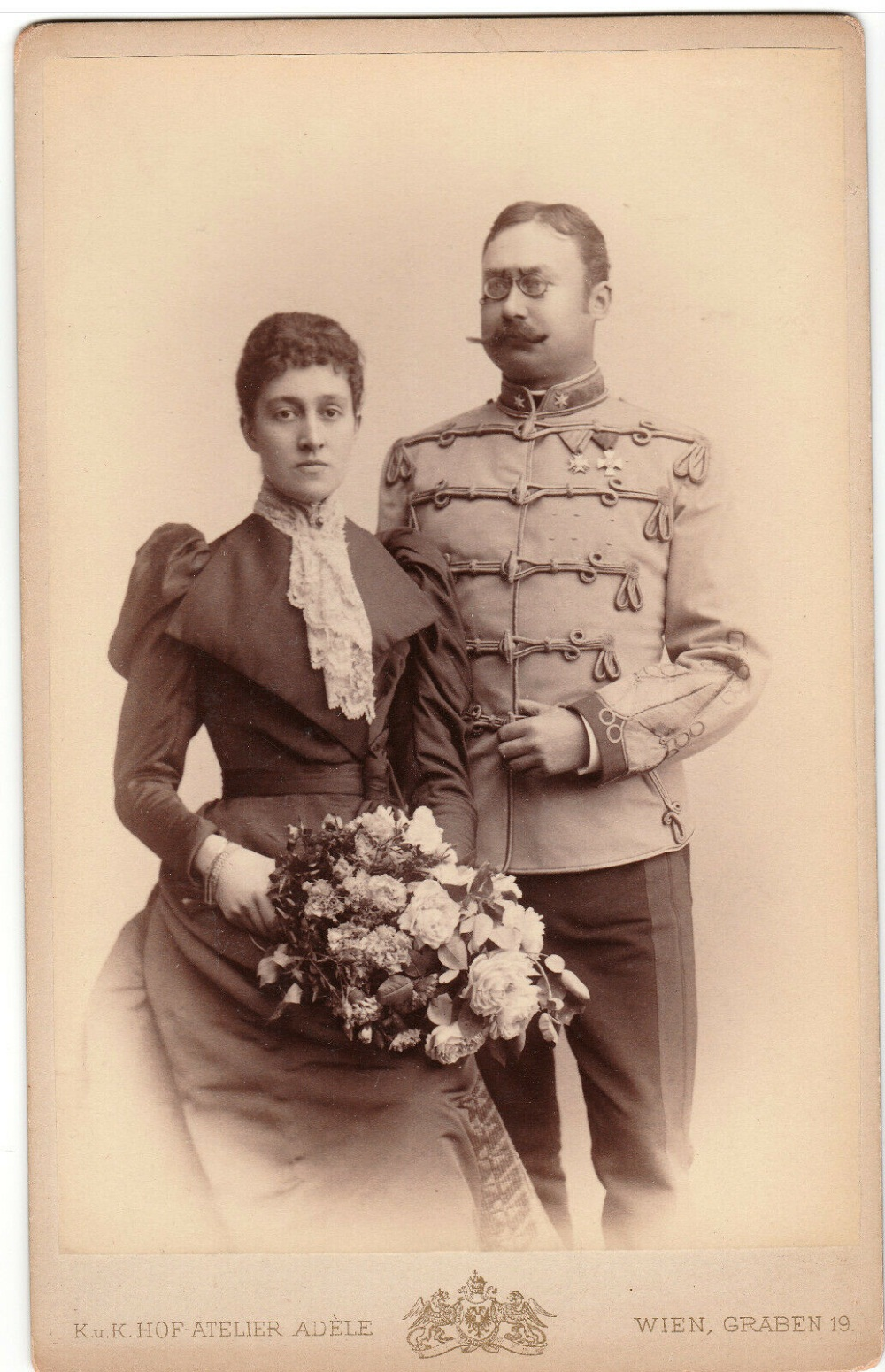
La infanta Maria Anna de Portugal i el gran duc Guillem IV de Luxemburg.

El dia 21 de juny de l'any 1893 es casà al Castell de Fischbach amb el gran duc hereu Guillem IV de Luxemburg, fill del gran duc Adolf I de Luxemburg i de la princesa Adelaida d'Anhalt. La parella tingué sis filles:
- SAR la gran duquessa Maria Adelaida I de Luxemburg, nada a Colmar-Berg el 1894 i morta al Castell de Hohenburg el 1924.

- SAR la gran duquessa Carlota I de Luxemburg, nada al Castell de Berg el 1896 i morta al Castell de Fischhorn el 1985. Es casà l'any 1919 a Luxemburg amb el príncep Fèlix de Borbó-Parma.

- SAR la princesa Hilda de Luxemburg, nada a Colmar-Berg el 1897 i morta el 1979 a Colmar-Berg. Es casà l'any 1930 amb el príncep Adolf de Schwarzenberg.

- SAR la princesa Antonieta de Luxemburg, nada al Castell de Hohenburg el 1899 i morta el 1954 a Lenzerheide (Suïssa) el 1954. Es casà amb el cap de la casa reial de Baviera, el príncep Robert de Baviera.

- SAR la princesa Elisabet de Luxemburg, nada a Luxemburg el 1901 i morta al Castell de Hohenburg el 1950. Es casà al Castell de Hohenburg l'any 1922 amb el príncep Lluís Felip de Thurn und Taxis.

- SAR la princesa Sofia de Luxemburg, nada a Colmar-Berg el 1902 i morta a Múnic el 1941. Es casà al Castell de Hohenburg el 1921 amb el príncep Ernest Enric de Saxònia.

Guillem esdevingué gran duc a la mort del seu pare el dia 17 de novembre de 1905 i Maria Anna fou elevada a la categoria de gran duquessa. Com a conseqüència de ser l'últim membre de la Casa de Nassau, Guillem abolí la llei sàlica a Luxemburg permetent d'aquesta manera que les seves sis filles poguessin accedir al tron luxemburguès. D'aquesta manera la princesa Maria Adelaida de Luxemburg fou declarada, l'any 1907, hereva al gran tron ducal.
Durant la llarga malaltia del seu marit, la gran duquessa Maria Anna fou regent del petit gran ducat des del 19 de novembre de 1908 fins al 15 de febrer de 1912. Aquesta regència s'allargà fins al 18 de juny de 1912, quan la gran duquessa Maria Adelaida fou declarada major d'edat.
L'any 1940 hagué d'abandonar el gran ducat al costat de la resta de la família gran ducal a conseqüència de l'ocupació nacionalsocialista del país. El 31 de juliol de 1942 morí a l'exili estatunidenc, concretament a la ciutat de Nova York a l'edat de 81 anys.